# Assemblea Parlamentària de les Nacions Unides

Emblema de les Nacions Unides

Logo del parlament de la ONU unes fulles de llorer subjecten una imatge que representa un hemicicle

Una Assemblea Parlamentària de les Nacions Unides (APNU, en anglès, UNPA) és una proposta d'addició al sistema de les Nacions Unides que donaria major participació i veu als membres del Parlament. La idea va sorgir en la fundació de la Lliga de les Nacions en la dècada de 1920 i de nou després del final de la Segona Guerra Mundial, però va romandre inactiva durant tota la Guerra Freda. La Campanya per a una Assemblea Parlamentària de les Nacions Unides (CEAPNU, en anglès CEUNPA) la va iniciar l'any 2007 Democràcia Sense Fronteres (anteriorment Comitè per a una ONU Demòcrata) per coordinar els esforços a favor de l'APNU, que des del juny de 2017 ha rebut el suport de més de 1.600 membres del Parlament de més de 100 països d'arreu del món. La Comissió de Seguretat Global, Justícia i Governança, presidida per l'exsecretària d'Estat dels Estats Units Madeleine Albright i l'exministre d'Afers Exteriors de Nigèria, Ibrahim Gambari, ha demanat la creació de la Xarxa Parlamentària de les Nacions Unides "per augmentar la consciència i la participació tot reforçant les veus dels legisladors en les institucions mundials." La Comissió proposa que aquesta Xarxa "sigui similar en la seva composició inicial a la xarxa parlamentària del Banc Mundial i del Fons Monetari Internacional i del la Conferència Parlamentària sobre l'Organització Mundial del Comerç." Els partidaris han exposat possibles implementacions de l'APNU, incloent-hi la promulgació d'un nou Tractat; la creació d'una APNU com a òrgan subsidiari de l'Assemblea General de les Nacions Unides; i l'evolució d'una APNU a partir de la Unió Interparlamentària o d'una altra organització no governamental. S'han plantejat diverses propostes de repartiment de vots per solucionar les disparitats en la població i el poder econòmic dels membres de les Nacions Unides. La CEAPNU defensa inicialment dotar l”APNU de poders consultius i augmentar gradualment la seva autoritat sobre el sistema de les Nacions Unides. El 2018, els cofundadors de la CEAPNU Jo Leinen i Andreas Bummel van publicar un llibre de 420 pàgines sobre la història, rellevància actual i implementació futura de la idea titulat "Un Parlament Mundial: governança i democràcia al segle XXI".

## Història
Les propostes d'una assemblea parlamentària dins l'organització mundial de les nacions es remunten pel cap baix a la dècada de 1920, quan els fundadors de la Lliga de les Nacions van considerar (i van rebutjar) els plans per incloure una assemblea popular com a part de l'estructura de la lliga. Els documents fundacionals de la Lliga i de les Nacions Unides inclouen pocs mecanismes per a la participació directa dels ciutadans o legisladors, tret de l'article 71 que permet al Consell Econòmic i Social de l'ONU (ECOSOC) concedir un estatus consultiu a certes organitzacions, i els requisits dels capítols XVIII i XIX que indiquen que la ratificació i les esmenes les han d'aprovar els estats membres "d'acord amb els seus respectius processos constitucionals" que solen implicar aportacions legislatives i/o públiques. El 1945, el polític britànic Ernest Bevin va proposar una assemblea mundial del poble. Bevin va dir a la Cambra dels Comuns que "hauria d'haver un estudi d'una casa elegida directament per la gent del món davant la qual les nacions són responsables". El 16 d'octubre de 1945, fins i tot abans que la Carta de les Nacions Unides entrés en vigor, el jutge retirat de la Cort del Tribunal Suprem dels Estats Units, Owen J. Roberts, i l'exgovernador de New Hampshire, Robert P. Bass, van celebrar una conferència a Dublín, New Hampshire, on es va aprovar la Declaració de Dublín. Afirmava que la carta de les Nacions Unides era insuficient per preservar la pau i va proposar la transformació de l'Assemblea General de les Nacions Unides en un parlament mundial, opinant: "Aquest govern hauria de basar-se en una constitució sota la qual tots els pobles i nacions participin sobre la base d'una representació equilibrada que tingui en compte els recursos naturals i industrials i altres factors, així com la població.” No pot basar-se en tractats...en els quals els estats...actuïn i votin com a estats ". Es va demanar "un poder limitat però definitiu i adequat per a la prevenció de la guerra." Grenville Clark i altres participants de la Conferència de Dublín van passar a formar part activa de la Unió Mundial de Federalistes (UMF, en anglès UWF) i del Moviment Federalista Mundial. L'UMF va gaudir d'un cert èxit en el període de postguerra, ja que 23 parlaments nacionals van aprovar lleis que donaven suport als objectius de l'organització, però el maccarthisme va provocar que molts membres prominents dimitissin abans que el senador Joseph McCarthy arruïnés les seves carreres. Als Estats Units, l'internacionalisme es va arribar a associar amb el comunisme. En l'era de la post Guerra Freda, diversos factors van contribuir a un entorn més favorable per a les propostes de l'APNU. Un informe de la Comissió Trilateral indica que el canvi d'un món liderat pels dos blocs rivals dirigits per la Unió Soviètica, i els Estats Units, significava una difusió general de poders. El creixement de la interdependència econòmica, la proliferació d'actors transnacionals, el nacionalisme en estats febles, la difusió de la tecnologia i l'augment del nombre de qüestions (com els problemes mediambientals globals i la contenció de les armes de destrucció massiva) que són tant nacionals com internacionals van generar un incentiu més fort que mai per desenvolupar la cooperació internacional. La democràcia en general s'havia estès; el 2003, Freedom House va comptar 121 democràcies electorals, en comparació amb les 66 de 1987 i les 30 del 1975 (encara que a mitjans de la dècada de 2000, la tendència semblava que s'havia estancat). La ràpida integració de la Unió Europea, un òrgan supranacional únic el Parlament Europeu el qual ha anat creixent gradualment en poder, és un exemple al món de com un Parlament multinacional pot evolucionar i funcionar. L'Organització Mundial del Comerç i les organitzacions similars van generar una gran preocupació, ja que semblava que guanyaven més influència i control sobre les disputes comercials, sense retre comptes al poble; el president dels Estats Units Bill Clinton argumentà: "Hem d'insistir que les organitzacions comercials internacionals estiguin obertes a l'escrutini públic en comptes de ser entitats misterioses i secretes subjectes a crítiques salvatges." Una "nova diplomàcia" semblava prendre forma en què les ONG i els governs van cooperar per crear noves institucions mundials com el Tribunal Penal Internacional. Harold C. Pachios de Preti, president de la Comissió Consultiva dels Estats Units sobre la Diplomàcia Pública, de Preti, Flaherty, Belize i Pachios va assenyalar:
Des del moment en què els governs es van organitzar fins fa molt poc, la diplomàcia implicava transmetre un missatge a un altre govern, normalment lliurat per un funcionari del govern – un ambaixador – a un representant d'un govern estranger, i la resposta dels funcionaris del govern estranger. La interrelació de països es regia generalment per aquests intercanvis de missatges entre els governs, i aquests intercanvis habitualment eren secrets. La revolució de la informació que es va produir en l'última meitat del segle xx, en particular en l'última dècada del segle, va canviar radicalment tot això. Ara són els ciutadans normals dels països qui més sovint governen les relacions entre les nacions.
A principis de 1993, el Comitè Permanent d'Afers Exteriors i Comerç Internacional de la Cambra dels Comuns del Canadà va presentar un informe on afirmava que: "A través de la circumscripció pública i política per a les Nacions Unides, el Comitè recomana que el Canadà doni suport al desenvolupament d”una Assemblea Parlamentària de les Nacions Unides". La Campanya per a unes Nacions Unides Democràtiques (CAMNUD, en anglès CAMDUN), la Xarxa Internacional per a una Segona Assemblea de les Nacions Unides (XISANU, en anglès INFUSA) i el Moviment de l'Assemblea Mundial de les Persones (MAMP, en anglès GPAM), van començar a distribuir propostes de l'APNU cap el 1995, i altres organitzacions, com ara l'One World Trust, van començar a publicar anàlisis sobre com procedir en la situació política actual. El 8 de febrer de 2005, per iniciativa del Comitè per a unes Nacions Unides Democràtiques (actualment Democràcia Sense Fronteres), 108 parlamentaris suïssos van signar una carta oberta al Secretari General on es demanava l'establiment d”aquest organisme. El 14 de maig de 2005, el Congrés de la Internacional liberal va dictar una resolució segons la qual "la Internacional liberal demana als estats membres de les Nacions Unides que iniciïn deliberacions sobre l'establiment d'una Assemblea Parlamentària a les Nacions Unides ". El 9 de juny de 2005, el Parlament Europeu va dictar una resolució que contenia un punt que es deia "Europa demana l'establiment d'una Assemblea Parlamentària de les Nacions Unides (APNU), dins del sistema de les Nacions Unides que augmentaria el perfil democràtic i el procés democràtic intern de l'organització i permetria que la societat civil mundial s'associés directament en el procés de presa de decisions; també constata que l'Assemblea Parlamentària s'ha dotar de drets genuïns d'informació, participació i control, i hauria de poder adoptar recomanacions dirigides a l'Assemblea General de les Nacions Unides; […] " El 2006, els Ciutadans per a l'Assemblea Popular de les Nacions Unides van enviar una petició al Secretari General de les Nacions Unides Kofi Annan per "convocar un Grup d'Alt Nivell per determinar els passos necessaris per a l'establiment d'una Assemblea Parlamentària de les Nacions Unides dins les Nacions Unides". L”abril de 2007, les ONG internacionals van llançar la Campanya Internacional per l”Assemblea Parlamentària de les Nacions Unides, el principal moviment actual per a l'establiment d'una APNU. Democràcia Sense Fronteres dirigeix la seva secretaria. Més de 150 grups de la societat civil i prop de 1.500 parlamentaris de tot el món participen en la campanya. A partir de juny de 2017, la crida de la CEUAPNU va aconseguir milers de signatures de suport de més de 150 països, entre ells centenars de parlamentaris, líders de la societat civil, liderats per acadèmics i personalitats distingides com per exemple, l'ex Secretari General de les Nacions Unides Boutros Boutros-Ghali, la Presidenta del Parlament Panafricà, Gertrude Mongella, la guanyadora d'un Òscar l'actriu Emma Thompson, l'escriptor de ciència-ficció Sir Arthur C. Clarke i Edgar Mitchell, ex-astronauta de la NASA i sisè ésser humà en caminar sobre la lluna. El 25 de setembre de 2007, S.E. el primer Ministre de Portugal, José Sòcrates, durant la seva declaració en la 62a sessió de l'Assemblea General, va afirmar: "Seguim compromesos amb la reforma dels seus principals òrgans per millorar la representativitat, la transparència i l'eficàcia de l'Organització." El 24 d'octubre de 2007, el Parlament Panafricà va adoptar per unanimitat una resolució que demanava la creació d'una Assemblea Parlamentària a les Nacions Unides, assenyalant: "en contrast amb els òrgans internacionals regionals com la Unió Africana, la Unió Europea, el Consell d'Europa, o Mercosur, les Nacions Unides i els seus
òrgans especialitzats formen un dels últims fòrums internacionals sense una Assemblea Parlamentària integrada i institucionalitzada." Fins ara s'han celebrat quatre conferències internacionals de CEAPNU. UNA-USA, una de les organitzacions més conegudes i influents, ha estat als dos costats del problema. El 2003, el director executiu d'estudis polítics de la UNA-USA, Jeffrey Laurenti, va escriure un article, Una idea a la que no li ha arribat l'hora argumentant que hi havia importants qüestions pendents de resoldre d'inclusió, autoritat i eficiència amb la APNU. La posició de l'UNA-USA va semblar invertir-se el novembre del 2006, quan en la 38a sessió plenària de la Federació Mundial d'Associacions de les Nacions Unides va emetre una resolució en què afirmava que "Dona suport a la creació d'una Assemblea Parlamentària de les Nacions Unides com a òrgan consultiu dins el sistema de les Nacions Unides com a veu dels ciutadans; demana als governs dels estats membres de les Nacions Unides, als parlamentaris i als representants de la societat civil que examinin conjuntament els possibles passos i opcions per crear una Assemblea Parlamentària de les Nacions Unides. "
| Nom                                          | 1a sessió | Elecció directa | N.    |
| Assemblea Parlamentària del Consell d'Europa | 1949      | N/A             |       |
| Parlament Europeu                            | 1952      | 1979            |       |
| Assemblea de la UEO                          | 1955      | N/A             |       |
| Assemblea Parlamentària de l'OTAN            | 1955      | N/A             | [ 1 ] |
| Assemblea Parlamentària de l'OSCE            | 1992      | N/A             | [ 2 ] |
| Parlament Àrab                               | 2001      | N/A             |       |
| Parlament Panafricà                          | 2004      | N/A             | [ 3 ] |
| Parlament del Mercosur                       | 2007      | 0N/A            | [ 4 ] |

Segons Stefan Marschall, els anys posteriors a la Segona Guerra Mundial, en particular els any vuitanta i noranta, van experimentar un enorme creixement de les assemblees parlamentàries, des del 1949 es van crear més de 40. Al voltant del 42% de les assemblees parlamentàries mundials estan formalment afiliades a una organització intergovernamental; El 32% ho estan manera informal; i el 26% no ho estan. La difusió de les assemblees parlamentàries la va impulsar l'acceptació del parlamentarisme com a mitjà per legitimar les decisions. Les iniciatives per a la cooperació intergovernamental van arribar fins a tal punt que ja es necessitava un suport parlamentari més sòlid, i una integració regional. No obstant això, moltes organitzacions mundials, com les Nacions Unides i l'OMC, encara no tenen una assemblea parlamentària i "han estat molt criticades pel que se suposa que és un dèficit institucional". El 9 de febrer de 2010, una resolució d'una sessió en una conferència internacional de jutges en actiu i jutges retirats dels tribunals suprems de més de 30 països que es va celebrar Lucknow, Índia, va demanar una revisió de la Carta de les Nacions Unides i l'establiment d'un parlament mundial. El 2013, l'Assemblea legislativa de l'Àfrica Oriental va aprovar una resolució que donava suport a la creació d'una APNU, i va instar a la comunitat africana oriental a prendre la iniciativa de promoure el desenvolupament d'una posició africana comuna en suport de l'Assemblea Parlamentària prevista. Mike Sebalu va proposar la resolució, que sostenia que una APNU milloraria la transparència, la responsabilitat i l'efectivitat de les Nacions Unides, i també va tenir el suport de Frederic Ngenzebuhoro, Adam Kimbisa, Dan Kidega, Nusura Tiperu, i Abubakar Zein Abubakar.

## Implementació
Segons diverses avaluacions, hi ha cinc opcions principals per a crear una Assemblea Parlamentària de les Nacions Unides.
Es podria modificar la Carta de les Nacions Unides mitjançant una Conferència de Revisió de la Carta sota l'empara de l'article 109 de la Carta de les Nacions Unides. Aquesta és una possibilitat que habitualment se cita. Però això és difícil perquè requereix la ratificació per dos terços dels membres de les Nacions Unides, inclosos els cinc membres permanents del Consell de Seguretat. Només s'han produït cinc esmenes a la Carta de les Nacions Unides des de 1945, i cap d'elles es va fer a través de l'article 109. Louis Sohn i Grenville Clark, en el seu llibre de 1958 La pau mundial mitjançant la llei mundial, van proposar establir una Assemblea Parlamentària de les Nacions Unides a través d'aquest mètode. Una altra possibilitat és la creació de l'APNU com a òrgan subsidiari de l'Assemblea General de les Nacions Unides. L'Assemblea General té autoritat per fer això en virtut de l'article 22 de la Carta de les Nacions Unides. Erskine Childers i Sir Brian Urquhart van donar suport aquesta proposta en el seu llibre de 1994, Renovant el sistema de les Nacions Unides. El Comitè per a unes Nacions Unides Democràtiques també va recomanar la creació de l'APNU per la via de l'article 22 o per la transformació de la Unió interparlamentària en el seu informe, Desenvolupant la democràcia internacional, escrit per Andreas Bummel, co-fundador i director de la campanya de l'APNU. En 2006, el Consell d'Europa va aprovar una resolució que assenyalava que "un pas decisiu cap al desenvolupament d'una dimensió parlamentària de les Nacions Unides podria ser la creació d'una comissió parlamentària experimental amb funcions consultives per a les comissions de l'Assemblea General ". Encara que una altra opció seria crear l'APNU com una organització no governamental de parlamentaris triats democràticament. Això tindria l'avantatge de no requerir la cooperació de governs nacionals (de vegades dictatorials) o d'organitzacions parlamentàries mundials amb membres dictatorials, de manera que només hi serien representats els parlamentaris, els parlaments i els països democràtics. Dieter Heinrich ha criticat aquest punt de vista tot dient: "Si tingués èxit a qualsevol escala, desviaria els recursos per pressionar els governs sobre milers de qüestions específiques, on els ciutadans són bons, cap el funcionament d'una estructura institucional panglobal, on hi ha grups ciutadans mal equipats per fer-ho... I l'assemblea resultant sempre seria de legitimitat dubtosa (a qui representa realment?) i de molt poc valor com a punt de partida evolutiu per a un veritable parlament mundial." L'APNU es podria crear mitjançant un tractat independent Això tindria l'avantatge que uns 20 o 30 països econòmicament i geogràficament diversos podrien crear una APNU i es podria eixamplar a mesura que més països ratifiquessin el tractat. Strauss assenyala que aquest és el mètode pel qual s'han creat la majoria dels organismes internacionals, com l'Organització Mundial de la Salut, l'Organització Internacional del Treball i el Tribunal Penal Internacional. La forma de començar, presumiblement, seria la celebració d'una conferència plenipotenciària per redactar el tractat; i després començaria el procés de ratificació. Una altra opció possible seria utilitzar i/o transformar la Unió Interparlamentària (UI, en anglès IPU), que des del 2002 té l'estatus d'observador. La segona Conferència Mundial de Portaveus del Parlament de la UI va adoptar una resolució que afirmava: "Amb molt de gust acolliríem una interacció i coordinació molt més substancials amb les Nacions Unides, i demanem a l'organisme mundial que recorri amb més freqüència a l'experiència política i tècnica que la UI juntament amb els seus parlamentaris poden proporcionar." A més, un article de 2005 del Secretari General de la UI Anders B. Johnson deia que: "Té poc sentit pràctic o polític crear una assemblea parlamentària separada paral·lela a l'Assemblea General governamental existent." De fet, la Unió Interparlamentària sembla a favor d'una UI reformada com a substituta d'una APNU, quan diu: "La Unió té l'experiència necessària, i s'hauria d'evitar més burocràcia." No obstant això, molts parlaments nacionals no són actualment membres de la UI.

## Poders

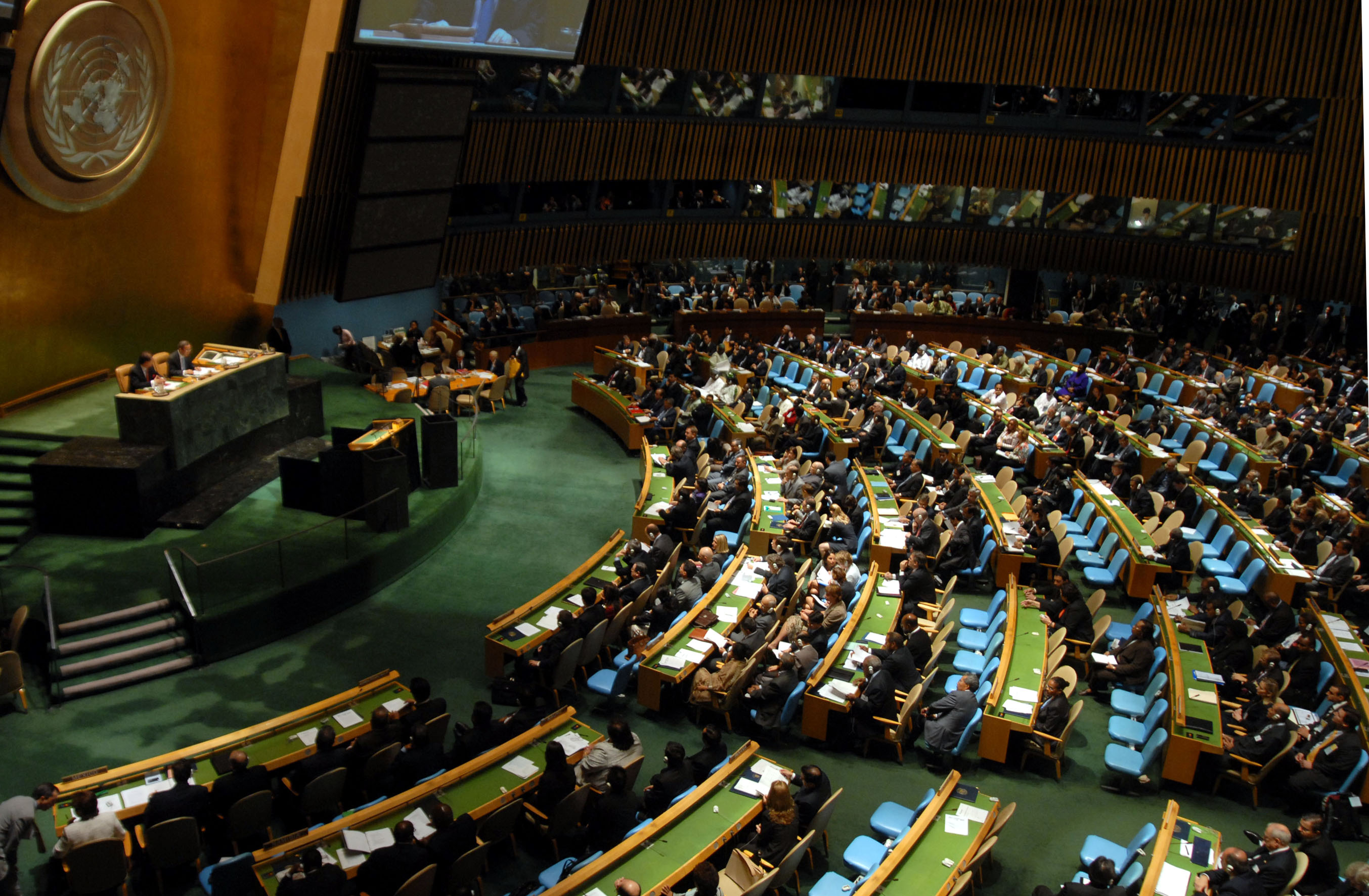
Seguint l'exemple de molts parlaments nacionals, l'Assemblea General de les Nacions Unides probablement funcionaria al principi com la [cambra alta] no elegida d'un sistema bicameral de l'ONU.

La CEAPNU proposa que l'APNU pugui començar com a òrgan consultiu que els seus poders puguin augmentar a mesura que evolucioni fins esdevenir una assemblea elegida directament: "Pas a pas, se li hauria de proporcionar els drets reals d'informació, participació i control davant de les Nacions Unides i les organitzacions del sistema de les Nacions Unides." Un article de la revista Política i Llei a l'Àsia-Pacífic, assenyala que els precedents d”aquesta idea inclouen el Parlament Britànic, els Estats Generals Francesos, el Congrés dels Estats Units i el Parlament Europeu. Tots son sistemes que amb el temps el poder s'ha desplaçat als funcionaris triats directament: "En el passat, la democràcia jove s'ha hagut de comprometre sempre amb les realitats del poder i evolucionar pas a pas, quan ha estat possible.” Això s'aconsegueix sovint en forma d'una cambra addicional “no democràtica” en l'estructura parlamentària. Per tant, a la Gran Bretanya, la necessitat de comprometre " la gent del poble" amb els poders i interessos de la noblesa armada i titulada, va fer necessari un sistema bicameral que incorporés tan la Casa dels Lords, com la Casa dels Comuns. Els Estats Generals Francesos van incloure blocs de poder semblants com a "finques" o cases separades funcionals, i el Senat dels Estats Units va reflectir un compromís necessari dels interessos dels estats menys poblats que dubtaven a sotmetre's a la "inundació democràtica” dels estats més poblats.” Els Federalistes del Món sovint assenyalen que les primeres paraules del preàmbul del a Carta de les Nacions Unides suggereixen una unió democràtica de pobles, en lloc de governs: “Nosaltres els pobles...” Aquest sentiment el va expressar Theo van Boven quan va dir: "Unes Nacions Unides més democràtiques com les que pretén la Campanya per a un Parlament de les Nacions Unides reforçarà la legitimitat del NOSALTRES els pobles de les Nacions Unides que proclama la Carta de les Nacions Unides." Segons el Comitè per a unes Nacions Unides Democràtiques,"el concepte de l'APNU és el primer pas cap a un parlament mundial democràtic.” Els Federalistes del Món normalment consideren que una assemblea democràtica empoderada és un mitjà per prevenir la guerra proporcionant a tothom un mitjà pacífic de perseguir els seus objectius polítics. Walter Cronkite, per exemple, va dir: "En els propers anys, hem de canviar l'estructura bàsica de la nostra comunitat mundial des del sistema anàrquic actual de guerra i armament cada vegada més destructiu per un nou sistema governat per una Federació Democràtica de les Nacions Unides.” Però existeix certa oposició a la idea d'un parlament mundial amb poders. El 2007 la BBC va fer una enquesta a unes 12.000 persones a les que va preguntar: "Amb quina probabilitat donaríeu suport a un Parlament Mundial, on els vots es basen en el volum de població de països, i on aquest parlament pot fer polítiques vinculants?” Dels enquestats, el 19,1%% va respondre " Molt improbable – és una mala idea"; el 14,1% va respondre "Bastant improbable – però podria funcionar"; el 23,1% va respondre “Bastant probable - però amb reserves”; i el 14,4% va dir "Molt probablement – és una bona idea". L'enquesta es va distribuir per països, i els Estats Units i Austràlia és on es va veure la major oposició. El desafiament potencial per l'APNU són les organitzacions polítiques com el Partit de la Constitució dels Estats Units, i polítics com el candidat presidencial dels EUA Ron Paul, que estan a favor de la retirada de les Nacions Unides i d'altres organitzacions multilaterals per motius de sobirania. La líder del Partit d'Acció Canadenca Connie Fogal també s'oposa a l'APNU, dient: "És molt revelador veure al NPD i als Verds com a part i promotors d'aquest ... A més, l'Assemblea Europea ha demostrat ser un mecanisme de d'aprovació automàtica de decisions burocràtiques. Això no és democràcia." A més, un article de Civicus adverteix: "Amb una reacció inesperada contra la societat civil a la vista (malgrat els bons esforços del President de l'Assemblea General de les Nacions Unides, Jan Elise, per revertir la tendència), la participació ciutadana a les Nacions Unides disminueix ràpidament. Seria segur assumir que els Estats Membres en el seu conjunt no estan d'humor per considerar una Assemblea Parlamentària en aquest moment." Herbert W. Briggs assenyala que tot i que es podria crear una APNU com un òrgan filial de la AGNU sense cap canvi en el dret internacional, per atorgar-li el poder per aprovar lleis vinculants, caldria una modificació de la Carta de les Nacions Unides o bé un nou tractat. L'AGNU té el paper d'admetre, suspendre i expulsar membres de les Nacions Unides, aprovar el pressupost i elegir membres per a altres òrgans de les Nacions Unides, però els seus poders tal com s'estableix al capítol IV de la Carta de les Nacions Unides són majoritàriament de caràcter consultiu. Aquests inclouen el poder de "debatre", "fer recomanacions" "considerar", “cridar l'atenció del Consell de Seguretat davant situacions", "iniciar estudis", “rebre...informes", etcètera, així com "establir els òrgans subsidiaris que consideri necessari per a l'exercici de les seves funcions." La Carta no conté cap disposició que permeti a l'AGNU delegar qualsevol poder que ella mateixa no posseeixi. I mentre que l'article 25 diu, "Els membres de les Nacions Unides acorden acceptar i dur a terme les decisions del Consell de Seguretat”, no exigeix que els membres acatin les recomanacions de l'AGNU. D'altra banda, l'article 13 (1) (a) de la Carta encarrega a l'AGNU "fomentar el desenvolupament progressiu del dret internacional i la seva codificació".
Segons Oscar Schachter, hi ha el dubte de si el procés tradicional legislatiu internacional de ratificació dels tractats esta per estat és adequat avui en dia: "El procés tradicional cas per cas del dret consuetudinari no pot satisfer la necessitat d'una acció comuna amb els nombrosos problemes que plantegen els desenvolupaments tecnològics, els impactes demogràfics i mediambientals, les actituds canviants quant a la justícia social o les nombroses exigències dels negocis internacionals. Encara que tots aquests assumptes es poden tractar mitjançant tractats multilaterals, els processos dels tractats sovint són complicats i lents, mentre que les resolucions de les Nacions Unides es poden aconseguir més fàcilment." El Dret del mar és un exemple d'un acord que ha estat ratificat per la majoria dels països del món durant dècades i que encara no ha estat aprovat als EUA (tot i que l'Institut Cato veu aquest retard com una cosa positiva). George Monbiot argumenta: "L'absència d'un parlament internacional soscava l'autoritat d'un poder judicial internacional (com el tribunal penal proposat).” Els jutges que presideixen els tribunals de crims de guerra de la Haia i a Arusha s'han vist obligats, de fet, a conformar la llei a mesura que avancen." Les propostes per donar poder legislatiu a l'AGNU, inclosa la idea de la "tríada vinculant", que hauria convertit les resolucions de l'AGNU en obligatòries si fossin aprovades per països que constitueixen una supermajoria dels estats, la població i la producció econòmica del món, han avançat poc. Segons Heinrich, una cop establerta l'AGNU, serà més fàcil obtenir el suport per a potenciar-la. Cal esperar que els mateixos membres de l'assemblea tinguin un paper important a l'hora d'impulsar la seva evolució buscant una esmena a la Carta de les Nacions Unides per convertir-la en un "òrgan principal" paral·lel a l'Assemblea General. Amb el seu saber fer polític, el seu accés als nivells més alts dels seus governs nacionals i la seva credibilitat amb el
públic mundial i mitjans de comunicació, es pot esperar que els polítics de l'Assemblea Parlamentària de les Nacions Unides esdevinguin una força política forta i persistent per organitzar la transformació definitiva de l'assemblea.

## Legitimitat i responsabilitat
Un dels objectius principals per a la creació de l'APNU és incrementar la responsabilitat i la legitimitat de les Nacions Unides. El sistema de les Nacions Unides es va gastar més de 1.800 milions de dòlars de diners públics el 2005 i els seus propis auditors han assenyalat que no té els controls interns adequats per a protegir-se del malbaratament, el frau i la mala gestió. Mitjançant la celebració d'audiències, l'emissió d'informes i l'aprovació de resolucions, l'APNU podria exercir la supervisió d'altres òrgans de les Nacions Unides. En un comunicat de premsa de setembre de 2007, l'eurodiputat Graham Watson va expressar la seva esperança que “en una època en què el mandat de les Nacions Unides ha crescut exponencialment, l'APNU actuï com un gos guardià de les seves activitats, supervisant els seus terminis de presa de decisions, la seva responsabilitat i la seva transparència ." L'alcalde de Londres, Ken Livingstone, va prometre que "unes Nacions Unides més democràtiques tal com preveu aquesta campanya reforçaran la responsabilitat i la legitimitat de les Nacions Unides. “ La resolució del Parlament Panafricà reflectia aquest sentiment: "Si la democratització és un mitjà important per legitimar i millorar la governança nacional, també és la manera més fiable de legitimar i millorar l'organització internacional, fent-la més oberta i receptiva a augmentar la participació." El senador canadenc Douglas Roche, O.C., argumenta en el cas d'una Assemblea Parlamentària de les Nacions Unides que fins i tot una APNU elegida indirectament formada per delegats nomenats pels parlaments nacionals podria crear controls i equilibris addicionals estipulant la supervisió d'un òrgan parlamentari que seria independent dels poders executius de les nacions membres. Obriria el procés de formulació de polítiques mundials a un grup més ampli de càrrecs electes, en transferir part del poder dels poders executius relativament petits dels països als poders legislatius majors. Segons Roche, la globalització ha tendit a augmentar el poder del poder executiu, marginant el poder legislatiu; per exemple, els Presidents dels Estats Units des de George H. W. Bush han rebut l'autoritat de negociació ràpida per negociar acords comercials, sotmesa a un escrutini de "sí o no" del Congrés dels Estats Units sobre l'acord negociat. Un informe del Centre d'Investigació sobre la Propietat i el Medi Ambient sosté que els canvis en l'Organització per a la Cooperació i el Desenvolupament Econòmic són un altre exemple de com la regulació internacional elimina els controls i equilibris entre els poders de l'Estat: "L'OCDE va ser creada per un tractat de 1961, ratificat pel Senat dels Estats Units, per ajudar a aconseguir el creixement econòmic. L'abril de 1998, una reunió ministerial va reinterpretar el tractat, afegint consideracions socials i ambientals a les econòmiques. El poder executiu dels Estats Units va acceptar els canvis, però el Senat no va tenir l'oportunitat de debatre aquest tractat, tot i que va ser significativament diferent del tractat de 1961. El poder executiu havia negociat essencialment un nou acord sense l'aprovació del Senat.” Tanmateix, el document informatiu núm. 30 del Moviment Federalista Mundial del Canadà suggereix que les propostes de l'APNU poden provocar l'oposició dels poders executius que perdran el poder: "L'experiència ha demostrat que els funcionaris i diplomàtics que treballen en els ministeris d'afers exteriors nacionals són menys propensos a donar suport o veure la necessitat d'una APNU. Veuen les Nacions Unides com un fòrum per al debat entre els estats sobirans; qualsevol acció que prengui les Nacions Unides és resultat de la negociació i el compromís entre els estats membres.”

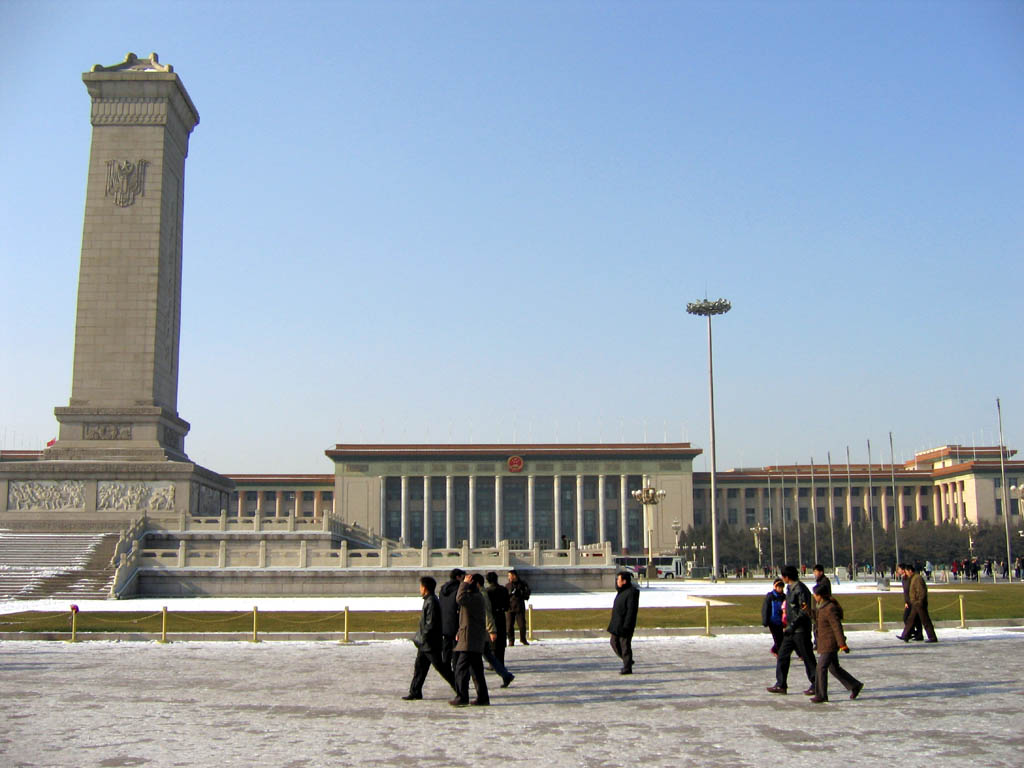
La composició de l'Assemblea Popular Nacional de la Xina (amb seu al Gran Saló del Poble, que es mostra aquí) la controla el Partit Comunista Xinès al poder.

Un obstacle pràctic significatiu per a una APNU completament elegida democràticament és que, a diferència de la manera en com funciona el Parlament Europeu, un nombre significatiu de membres de les Nacions Unides, inclosos els països més poblats, com la Xina, no són democràcies electorals. En el passat, organismes com la Comissió dels Drets Humans de les Nacions Unides van rebre crítiques per estar controlats per règims abusius. Si els representants de l'APNU sortissin dels parlaments de les nacions membres, podria crear problemes de legitimitat, ja que alguns parlaments nacionals es veuen com màquines d'aprovar automàticament decrets sense la deguda consideració. Alguns defensors del parlament mundial, com el professor Lucio Levi, proposen començar una federació limitada a les democràcies: "Encara que la democratització dels estats de tot el món no s'ha completat, això no impedeix iniciar la democratització de les Nacions Unides. Sis països d'Europa occidental van fundar la Comunitat Europea, començant la seva democratització sense esperar la democratització de les institucions de tots els Estats europeus." El Jeff Laurenti de la UNA-USA destaca els problemes associats de prohibir l'entrada als països no democràtics: "Una cosa és negar l'adhesió a algunes petites dictadures “corruptes” I una altra ben diferent és excloure la Xina, la gran majoria dels països àrabs, i dos terços de l'Àfrica, i imaginar que l'organisme resultant pot tenir un paper consultiu o de supervisió formal amb els organismes de les Nacions Unides, formar part de les convencions multilaterals patrocinades per les Nacions Unides (la veritable feina parlamentària internacional) o aprovar les resolucions dels òrgans polítics de les Nacions Unides. " Els defensors de l'APNU sovint repliquen que la majoria dels països del món són democràtics.

## Finançament
En Heinrich argumenta: "És essencial que el salari i els costos de viatge dels parlamentaris de les Nacions Unides els aboni la institució de l'Assemblea Parlamentària de les Nacions Unides del seu propi pressupost (que hauria de formar part del pressupost de les Nacions Unides) i no pas governs nacionals individualment. Això és tant per garantir la independència dels polítics de l'APNU en el seu servei a les Nacions Unides com per assegurar la igualtat de participació." L'Article 17 de la Carta de les Nacions Unides estipula que "les despeses de l'organització aniran a càrrec dels membres en la forma que determini l'Assemblea General." Així, exceptuant que fos finançada per donants privats (com ho va ser el terreny per a la seu central de les Nacions Unides el 1946), presumiblement l'APNU s'hauria de finançar com la resta del sistema de les Nacions Unides, amb economies més grans com els EUA que paguen grans participacions de les contribucions. Aquesta disparitat es podria compensar mitjançant una ponderació dels vots dels membres segons el seu producte interior brut o les seves contribucions al sistema de les Nacions Unides. Un article del Vancouver Sun diu: "Afegir més burocràcia i complexitat a les Nacions Unides seria una raó més per oposar-se. El cost estimat del nou equipament oscil·la entre els 140 i els 280 milions de dòlars a l'any." L'enquesta que el 1993 Global Action va fer a parlamentaris va mostrar que una gran majoria dels parlamentaris enquestats pensaven que el públic donaria suport a la idea d'una Assemblea Parlamentària de les Nacions Unides, però no estaven tant segurs que el públic estigués disposat en finançar-la. L'anàlisi assenyalava que “és improbable que la possibilitat d'una major càrrega financera per donar suport a unes Nacions Unides ampliades generés suport, tret que es pogués demostrar que el rendiment de la inversió és significatiu.” Sovint se sap que els ciutadans expressen nobles sentiments globalistes quan els pregunten pels principis generals, però també se sap que renuncien a aquests principis quan es tracta de costos o de compensacions." El 1995 un informe de la Universitat de les Nacions Unides afirmava: "És difícil veure com l'Assemblea Parlamentària podria pagar els salaris i els viatges del que podien ser més de 1.000 representants; aquesta proposta podria augmentar la duplicació i el malbaratament que ja existeixen en els òrgans multilaterals.” La resposta de la CEAPNU a aquesta objecció és que: "És cert que una Assemblea Parlamentària a les Nacions Unides seria un altre actor en l'escenari diplomàtic que els governs i les seves executives en els organismes internacionals haurien de tenir en compte fins a cert grau. D'altra banda, en estar formada per parlamentaris elegits, l'assemblea estaria més a prop dels ciutadans i, com a tal, donaria més credibilitat i legitimitat a les decisions internacionals en les quals participa. D'aquesta manera, l'Assemblea Parlamentària contribuiria realment en augmentar l'eficiència de l'acció internacional."

## Elecció directa en oposició a nomenament pels parlaments nacionals
Una APNU podria començar com una institució interparlamentària – una assemblea de parlamentaris dels parlaments dels seus respectius països – i després passar a ser un òrgan elegit directament. Això seria similar a l'evolució del Parlament Europeu. Des de la fundació de l'Assemblea Comuna Europea el 1952, els eurodiputats els nomenaven cadascun dels parlaments nacionals dels Estats Membres; el 1979 es van instituir eleccions directes. El senador Douglas Roche, O.C., a El cas d'una Assemblea Parlamentària a les Nacions Unides, analitza els avantatges i els inconvenients de les dues opcions. Una APNU basada en els parlamentaris existents pot ser més fàcil de crear, perquè evita diversos obstacles, com les decisions sobre els cicles electorals, un òrgan electoral universalment acceptable, la legitimitat de les eleccions, etc: "Un organisme format per parlamentaris nacionals porta el "segell d'aprovació" incorporat. Els parlamentaris nacionals poden reivindicar la seva legitimitat electoral per si mateixos. És cert que es pot posar en dubte la credibilitat de les franquícies nacionals, però la tendència cap a la democràcia s'ha anat consolidant ràpidament ". Els parlamentaris nacionals també disposen generalment de personal i diners, la qual cosa podria facilitar els problemes de finançament associats a la formació d'una nova assemblea parlamentària mundial. Els delegats a una APNU elegida directament, en canvi, tindrien més temps per dedicar-se a l'assemblea mundial, ja que els seus membres no estarien ocupats amb funcions relacionades amb la pertinença al seu parlament nacional. Heinrich assenyala els avantatges estratègics d'una APNU elegida indirectament: "Un altre avantatge de basar la representació en una Assemblea Parlamentària de les Nacions Unides en els parlaments nacionals és que pot fer participar els parlamentaris com a aliats en la causa de la constitució de l'assemblea i, més endavant, ajudar a construir la voluntat política per a la seva evolució. L'experiència de ser un parlamentari de les Nacions Unides farà que molts d'aquests polítics tornin a casa com a defensors de les Nacions Unides, inclosa la necessitat d'enfortir i democratitzar la mateixa Assemblea Parlamentària de les Nacions Unides." Heinrich també assenyala la possibilitat que els parlaments nacionals puguin nomenar representants dels ciutadans a l'APNU, de manera similar a com el Col·legi electoral dels EUA selecciona oficialment el president. Aquesta seria una solució provisional fins que les eleccions directes fossin possibles. Tot i així, encara s'asseguraria que els ciutadans elegissin ciutadans (encara que indirectament), en comptes que l'executiu nomenés funcionaris, per a l'APNU.

## Distribució dels vots
| Sistema                                   | Brasil | Indonèsia | Estats Units | Índia  | Xina   |
| Vot ponderat d'Schwartzberg               | 1.91%  | 1.38%     | 9.07%        | 5.96%  | 7.67%  |
| Mètode de l'Assemblea Popular Provisional | 2.22%  | 1.71%     | 6.15%        | 5.64%  | 3.25%  |
| Una persona, un vot                       | 2.78%  | 3.50%     | 4.36%        | 17.35% | 18.58% |
| Mètode Penrose                            | 1.84%  | 2.05%     | 2.34%        | 4.60%  | 4.89%  |
| Vot ponderat pel PIB nominal]             | 3.04%  | 1.15%     | 22.45%       | 2.65%  | 13.40% |
| Un estat, un vot                          | 00.52% | 00.52%    | 00.52%       | 00.52% | 00.52% |

Proporció del vot total assignat a 5 països a partir de diferents sistemes de votació

Una assemblea parlamentària mundial es podria estructurar per donar una major influència als estats més poblats. La norma “un estat un vot” de l'Assemblea General de les Nacions Unides, atorga als estats petits una influència desproporcionada sobre el sistema de les Nacions Unides respecte a la seva població. Al llibre Entitlement quotients as a vehicle for United Nations reform, el professor emèrit Joseph E. Schwartzberg de la Universitat de Minnesota, destaca que: "Els seixanta quatre estats membres menys poblats - suficients per a bloquejar una majoria de dos terços del vot - representen menys de l'1% del total de la població mundial, i en teoria, els 127 estats membres menys poblats, que representen a penes el 8% de la humanitat, són suficients per a proporcionar la majoria dels dos terços necessària per aprovar una resolució substancial." Segueix aquest punt en el seu assaig, Overcoming Practical Difficulties in Creating a World Parliamentary Assembly:
Les disparitats de població entre els membres de les Nacions Unides són molt més grans que les de les unitats representades en qualsevol parlament nacional que fan que una segona cambra anàloga al Senat dels EUA sigui una recomanació poc pràctica. Per comprendre aquest punt, cal tenir en compte que Califòrnia, l'estat més poblat dels Estats Units, té 69 vegades la població de Wyoming l'estat menys poblat, mentre que [la República Popular de la Xina], l'estat membre més poblat de les Nacions Unides té més de 100.000 vegades la població de Nauru o Tuvalu, els dos estats membres menys poblats (cadascun amb gairebé 10.000 habitants). Mentre que Califòrnia té 52 escons a la Cambra de Representants, en comparació a Wyoming, ambdós tenen dos seients al Senat. Però qui argumentaria que Nauru hauria de tenir tant poder com... la Xina?
Hi ha diverses propostes alternatives per al repartiment de vots entre països membres :
La fórmula de vot ponderada de Schwartzberg té en compte la població (el principi demogràfic democràtic), la contribució al pressupost de les Nacions Unides (el principi econòmic), i la proporció total de membres. La idea dels vots dels països en funció de la seva contribució financera a l'organització no és estranya, ja que el Banc Mundial, el Fons Monetari Internacional i altres institucions de Bretton Woods utilitzen aquest mètode. La metodologia de l'Assemblea Popular Provisional dona a cada estat escons de població basada en un càlcul que combina el mètode Penrose, que pren l'arrel quadrada dels milions d'habitants de cada estat, els escons econòmics equivalents a la seva part del producte interior brut total mundial, i els classifica com: Lliure, Parcialment Lliure o No Lliure que atorga Freedom House. En la regla “una persona, un vot”, el nombre de vots de cada estat és directament proporcional a la seva població. Això seria similar a la manera en què els estats dels Estats Units tenen representació en la Cambra de Representants dels Estats Units. Al llibre The Future of Sovereignty – Rethinking a Key Concept of International Relations Hasenclever i altres autors, es resumeixen els avantatges i els inconvenients d'aquest sistema: “En un sentit estricte de la democràcia basat en els individus com a subjectes, el vot de cada persona hauria de tenir exactament el mateix pes. No obstant això, cap de les propostes conegudes dona suport a una interpretació tan estricta, perquè la desigualtat entre els poders de vot dels estats seria extrema amb només quatre països – la Xina, l'Índia, els Estats Units i l'antiga URSS – que disposen d'una majoria absoluta . "

## Normes electorals
Una APNU elegida directament podria tenir normes electorals comunes si segueix l'exemple del Parlament Europeu (PE). El Parlament Europeu ha adoptat certs requisits mínims, com la representació proporcional, que cada estat membre ha de complir per tenir representació. Schwartzberg proposa una comissió electoral professional "per garantir que les eleccions a l'assemblea es duguin a terme, en tant que sigui possible, en igualtat de condicions ". En virtut de la proposta de Schwartzberg, la Comissió tindria diverses competències, inclosa l'autoritat per establir normes d'equitat, determinar per endavant si es compleixen els criteris d'equitat i excloure els comicis si aquests criteris no es compleixen. També proposa els criteris que unes eleccions han de complir per considerar-se vàlides, com percentatges mínims de participació que inicialment es podrien fixar en un 20%, i anar-los augmentant gradualment.